# 阿拉莫偵察兵
阿拉莫偵察兵（英語：Alamo Scouts），正式名稱為第六軍團特种侦查隊（6th Army Special Reconnaissance Unit）是美國第六軍團在第二次世界大戰太平洋战场的一支侦查部队。这支部队以1945年1月在菲律宾营救美军战俘的卡巴那图营救一战成名。

## 歷史
阿拉莫偵察兵于1943年11月28日在新几内亚弗格森（Fergusson）岛成立。该单位的成立是为了执行西南太平洋战场的侦查与袭扰任务。该单位直接受美国陆军第六集团军司令沃尔特·克鲁格中将的领导。克鲁格中將所建立的阿拉莫偵察兵全部由志愿人员，并保持较小规模，用以执行深入敌后的行动。他们的任务是为第六集团军搜集和侦查情报。部队命名为阿拉莫偵察兵是为了纪念德克薩斯獨立戰爭的阿拉莫战役之中的英雄。

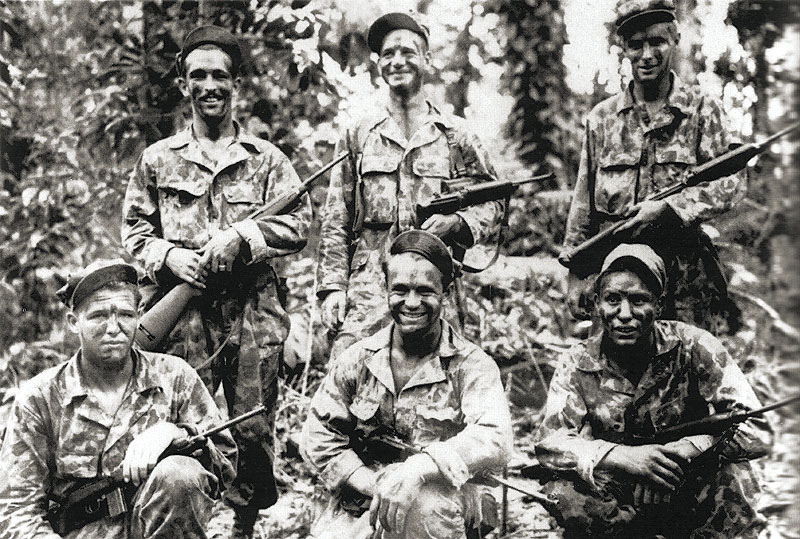
阿拉莫偵察兵合照，1944年2月

在成立的头两年，阿拉莫尖兵就在新几内亚解救了197名盟军战俘。1945年1月他们协助陆军第6游骑兵营成功完成了卡巴那图战俘营的营救任务。他们还一共俘虏过84名日军。
阿拉莫偵察兵一共在新几内亚和菲律宾完成了106次敌后任务，而且未损失一人。这是整个二战时期美国军队的最好记录。阿拉莫偵察兵于1945年11月在日本京都解散。1988年前阿拉莫尖兵成员獲授“特种作战资格章”，以表彰其在二战中的功绩，同时被认证为美军特种部队的正式编制。